# Enemy Territory: Quake Wars
Pour les articles homonymes, voir Enemy Territory.
Enemy Territory: Quake Wars est un jeu vidéo multijoueur et solo de tir à la première personne dans la continuité de Wolfenstein: Enemy Territory, mais dans un univers tiré de la série Quake.
Le mode solo reprend à l'identique le gameplay du mode multijoueur, mais les joueurs sont contrôlés par l'ordinateur. Contrairement à Wolfenstein: Enemy Territory, Enemy Territory: Quake Wars n'est pas distribué gratuitement, c'est un jeu commercial sous licence propriétaire. Le jeu est sorti le 28 septembre 2007 en Europe et le 2 octobre en Amérique du Nord sur Windows et Linux. Des versions PlayStation 3, Xbox 360 et Mac OS X sont sorties quelques mois plus tard.

## Synopsis
L'histoire de Enemy Territory: Quake Wars se place avant les événements de Quake II. L'univers se situe vers 2060 alors que l'armée humaine appelée la Force de défense mondiale (FDM) entre en guerre contre les envahisseurs extra-terrestres : les Stroggs.

## Système de jeu
Une partie oppose généralement entre 24 ou 16 joueurs, équitablement répartis dans deux camps : Strogg et FDM. Chaque camp dispose de 5 classes de personnage, que les joueurs sont libres de choisir, avec la possibilité d'en changer à tout instant.
Chaque map (carte du jeu) offre une mission scénarisée, différente, dans laquelle un des camps doit attaquer plusieurs objectifs et l'autre les défendre, ceci durant un temps décidé par le créateur de la partie, ou pour un serveur par les créateurs du serveur. Les classes étant complémentaires en équipement et compétences, elles doivent jouer en collaborant pour progresser. Et afin de récompenser les bons joueurs, des points d'expérience (XP) sont attribués personnellement pour certaines actions (accomplir un objectif, approvisionner un allié, abattre un ennemi, etc.) permettant ainsi de débloquer des améliorations d'équipement et de compétences pour la campagne en cours.

## Classes
Les camps FDM et Strogg sont composés de cinq grandes classes aux fonctions très semblables :
- Le soldat (FDM) ou l'aggresseur (Strogg), assurant la destruction d'infanterie et d'objectifs grâce à des armes lourdes (mitrailleuse, lance-roquettes) et des charges explosives.
- Le médecin (FDM) ou le technicien (Strogg), assurant la réanimation et le soin d'alliés.
- L'ingénieur (FDM) ou le constructeur (Strogg), assurant la construction d'objectifs, la construction et la réparation de tourelles de défense, ainsi que la réparation de véhicules.
- L'artilleur (FDM) ou l'oppresseur (Strogg), assurant la destruction, par des missiles aériens ou des frappes aériennes, d'infanterie, de tourelles et de véhicules ennemis.
- Le saboteur (FDM) ou l'espion (Strogg), assurant le piratage d'objectifs, la localisation radar des ennemis pour l'équipe entière, l'utilisation d'un fusil de sniper, et l'infiltration grâce à un outil permettant de prendre l'apparence d'un ennemi.

## Véhicules
Les véhicules propres à chaque camp sont très différents. Néanmoins, on retrouve toujours de part et d'autre plusieurs véhicules terrestres, un véhicule aérien et un ou plusieurs véhicules flottants. La plupart d'entre eux sont armés.

### Force de défense mondiale
- Husky (quadricycle)
- Armadillo (Jeep)
- TTB Hydre (amphibie blindé)
- Titan (tank)
- Ornithorynque (bateau)
- Bourdon (hélicoptère de transport)
- Anansi (hélicoptère de combat)
- PCM (poste de commandandement mobile)

### Stroggs
- Icare (jetpack)
- Hog
- Profanateur (tank amphibie)
- Persecuteur (aérodyne)
- Cyclope (mecha)

## Maps officielles
| Campagne         | Maps (dans l'ordre jouées) | Attaquant |
| ---------------- | -------------------------- | --------- |
| Amérique du Nord | Valley                     | FDM       |
| Amérique du Nord | Outskirts                  | FDM       |
| Amérique du Nord | Area 22                    | Stroggs   |
| Europe du Nord   | Ark                        | Stroggs   |
| Europe du Nord   | Quarry                     | Stroggs   |
| Europe du Nord   | Salvage                    | Stroggs   |
| Afrique          | Refinery                   | FDM       |
| Afrique          | Slipgate                   | FDM       |
| Afrique          | Island                     | FDM       |
| Pacifique        | Canyon                     | FDM       |
| Pacifique        | Sewer                      | FDM       |
| Pacifique        | Volcano                    | Stroggs   |

## Accueil critique
Presque unanimement félicité par la presse en France et outre-Atlantique, Enemy Territory: Quake Wars a néanmoins souffert d'une image de jeu mort-né à cause de son gameplay hardcore élitiste et de graphismes timides face à la concurrence de l'époque (Team Fortress 2, Unreal Tournament 3 et Crysis). Cependant, John Carmack avoua plus tard ne jamais avoir voulu en faire un blockbuster. Enemy Territory: Quake Wars rencontra malgré tout son public : 11 mois après sa sortie, ce sont environ 9 000 joueurs qui viennent s'affronter chaque jour sur ordinateur.